# 國際美式足球總會
國際美式足球總會（International Federation of American Football，IFAF）是一個負責管理美式足球項目的國際體育組織，於1998年成立，總部設在法國拉庫爾訥沃。

## 組成
- 歐洲美式足球總會 (EFAF)
- 泛美美式足球總會 (PAFAF)
- 亞洲美式足球總會 (AFAF)
- 大洋洲美式足球總會 (OFAF)

## 賽事
- 美式足球世界盃
- 青年美式足球世界盃
- 世界女子美式足球錦標賽

## 外部連結
- 官方网站